# Grimmia angusta
Grimmia angusta är en bladmossart som först beskrevs av Ingebrigt Severin Hagen, och fick sitt nu gällande namn av Brotherus 1902. Grimmia angusta ingår i släktet grimmior, och familjen Grimmiaceae. Inga underarter finns listade i Catalogue of Life.